# 曾国荃
曾国荃（1824年10月12日—1890年11月13日），一名子植，谱名传恒，字沅甫，號叔純。湖南长沙府湘乡人，清朝軍事家、官員、湘军将领。曾子七十世孙，曾国藩的九弟，湘軍內部稱之為曾老九，尊稱為九帥。1864年湘军南京屠城时未加管制，背负恶名。

## 生平
早年屢試不第，1852年方成為優貢生。後加入湘军，在与太平军作战中，是其兄国藩的重要助手；因善於圍城，又精於長壕法，人稱曾鐵桶。1856年从湖南募兵三千增援江西吉安，次年陷吉安。1860年围攻安庆，屡败陈玉成援军，次年陷安庆後屠城四萬，劫掠殆盡，因此被皖南人稱為舂骨灰。1864年攻破天京（今江蘇南京），濫殺百姓無數，與其兄被稱為曾剃頭、曾屠戶。，又因劫掠城中大量財寶而被稱為曾老饕。1866年任湖北巡抚，1875年重出官場，歷任陝西、山西巡撫，任兩廣總督。1884年任兩江總督，卒諡忠襄。在两江总督任上监理两淮盐政，督修光绪版《 两淮盐法志》（1894）。同治间，与郭嵩焘主持重修《湖南通志》。

## 屠城

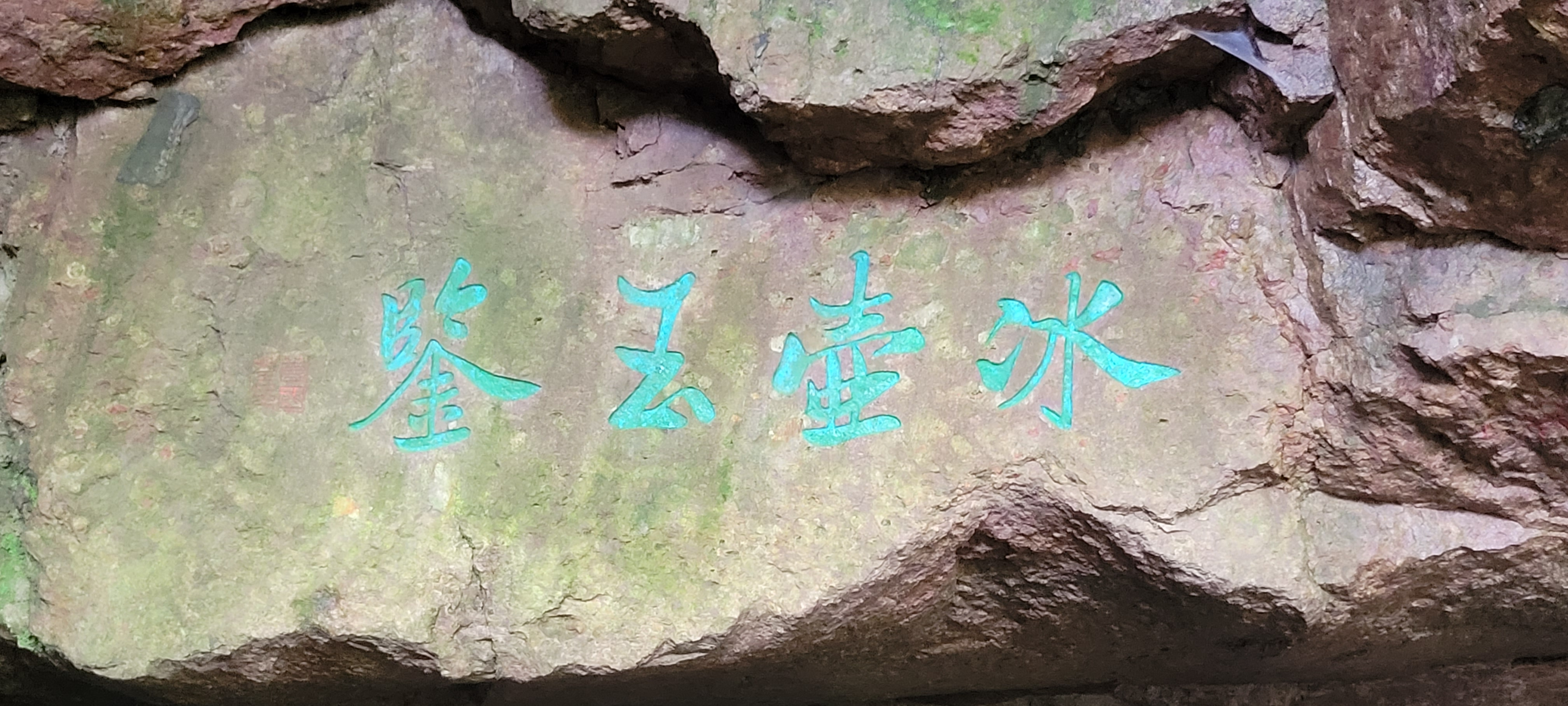
曾國荃杭州寶石山紫陽洞題字——冰壺玉鑒

國荃雖善戰，但屢屢屠殺平民，軍紀極差，亦曾自謂「殺人如麻」，以安慶殺降、南京屠城，為人所病；南京城破後，曾国藩上奏入南京后，“……分段搜杀，三日之间毙贼共十餘万人，秦淮长河，屍首如麻，……三日夜火光不息。”其實十餘萬人大多是老百姓，南京文士李圭道：“至官軍一面，則潰敗後之虜掠，或戰勝後之焚殺，尤耳不忍聞，目不忍睹，其慘毒實較‘賊’又有過之無不及，予不欲言，予亦不敢言也。”。
中央研究院院士、中央研究院近代史研究所創所所長郭廷以在其所著《近代中國史綱》引趙烈文《能靜居日記》記載曾國藩弟曾國荃率湘軍攻入南京城後的情景：「湘軍『貪掠奪，頗亂伍。中軍各勇留營者皆去搜括』，……『沿街死屍十之九皆老者。其幼孩未滿二、三歲者亦被戳以為戲，匍匐道上。婦女四十歲以下者一人俱無（均被虜），老者負傷或十餘刀，數十刀，哀號之聲達於四方。』凡此均為曾國荃幕友趙烈文目睹所記，總計死者約二、三十萬人。」。彭玉麟見狀不滿，先後二次（1861年安慶之圍與1864年金陵之圍）致函曾國藩，要求大義滅親。南京人至今仍以「曾剃頭」「曾屠戶」等詞稱呼曾國藩、曾國荃兄弟。

## 劫掠與貪污

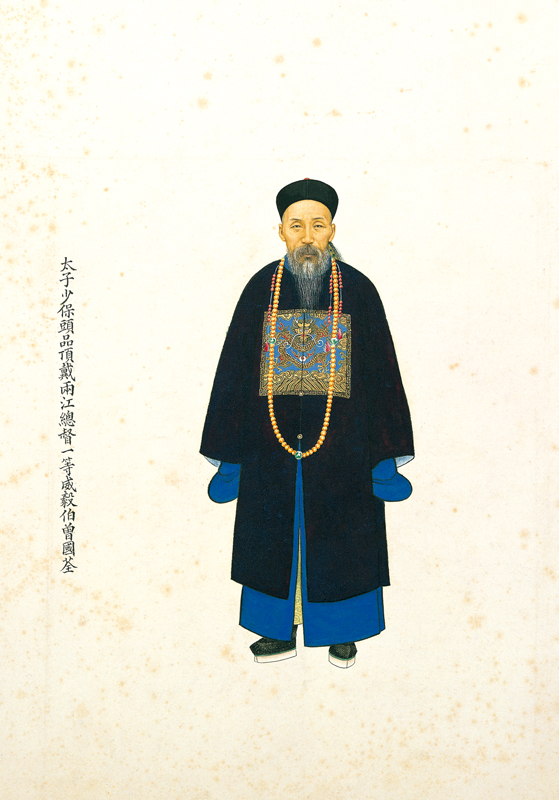
曾國荃畫像

曾國荃外號“老饕”。王闿运说他有田百顷，但此說遭郭嵩焘驳斥：“曾国荃亦无百顷田”。曾紀芬稱他這個九叔“每克一名城，奏一凯歌，必请假还家一次，颇以求田问舍自晦。”一說曾國荃於南京搶得大量財物，曾國藩則對朝廷奏稱“偽宮賊館，一炬成灰，並無所謂賦庫者，然克復老巢而全無貨物，實出微臣意計之外，亦為從來罕見之事”，说除了二方“伪玉玺”和一方“金印”，别无所获。許多人認為，曾國藩、曾國荃私自搶走了所有太平天國的財物，以縱火掩飾。王闿运有诗云“曾侯工作奏，言钱空缕覼”，意即曾国荃一掷千金买笺纸。
又一說，攻天京時，國荃愛將蕭孚泗以馬車數十部搬運財物，估算所得財物不少於五十萬兩白銀（時綠營官兵月軍餉方銀錢一兩半），为避人耳目择船运十九艘，為當時水路關卡守將，後為闽浙总督、两江总督的沈葆禎截獲發現，沈不畏诱劦建功因此升官台湾知府。亦有專家认为所谓“忠襄于此中获资数千万”实属无稽之谈。曾国荃辩称，回乡湘军需退讣恤金。

## 晚年

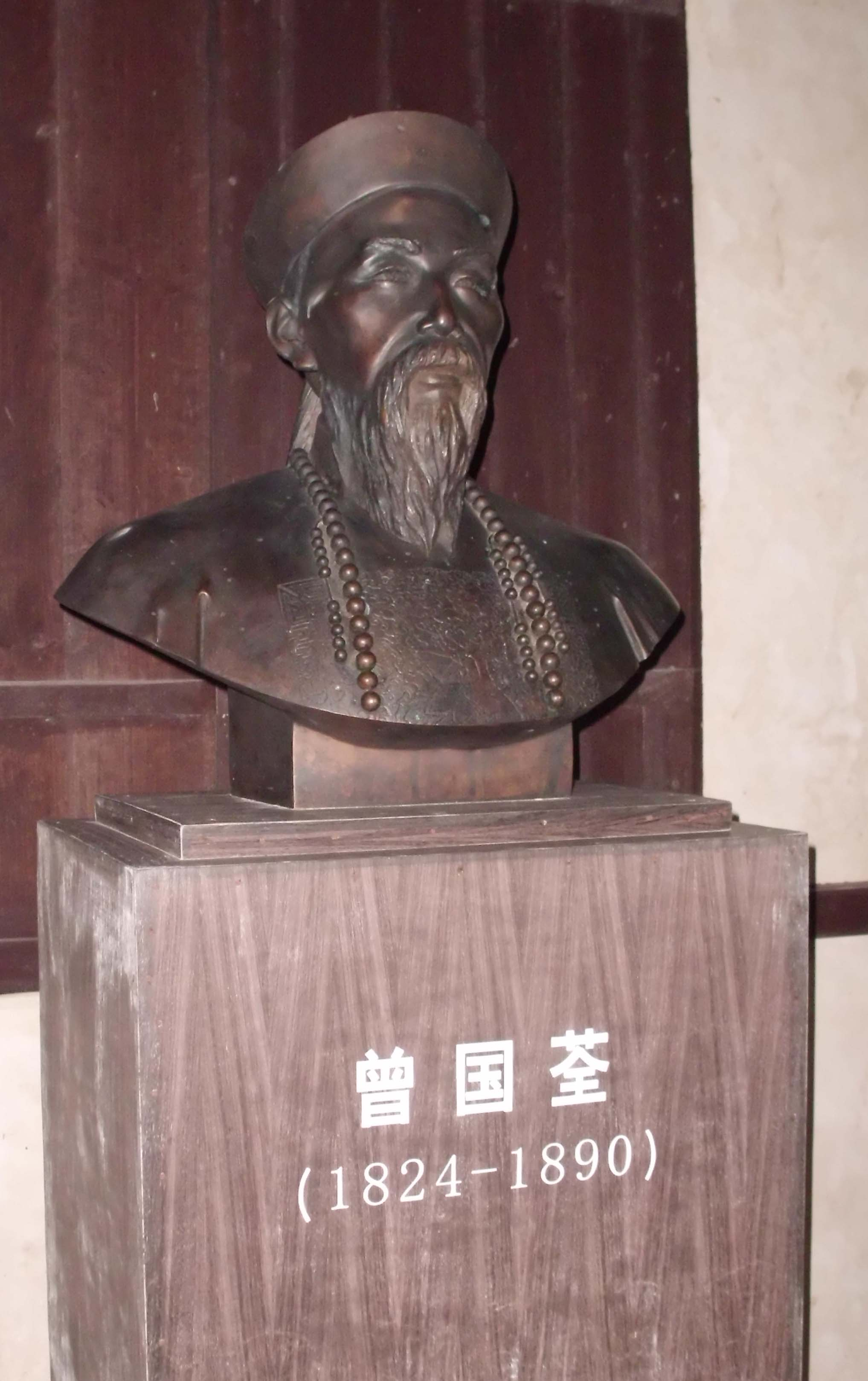
曾國荃半身像

同治六年（1867年）一月，由於捻亂，李鴻章和曾國荃採取分進合擊捻軍，曾國荃遣鮑超率“霆軍”東下，劉銘傳大敗，為鮑超所救，銘傳推卸責任，劉盛藻和鮑超受處分。曾國荃后因镇压捻军作战失败，称病退职。1875年重出官场，历任陕西、山西巡抚，任两广总督。1884年任两江总督。
文廷式在其《知过轩随笔》提到曾国荃担任两江总督时“贿赂公行”，而且其德行、作为和腐败行为像极晚唐黄巢之乱期间的高骈。

## 軼事
1863年曾国荃曾出资刊刻《船山遗书》，共出了5000两银子。曾国荃還出资刊刻李善兰的《则古昔斋算学》，共300两银子。1882年，曾国荃得知彭玉麟想在衡阳创建船山书院时，便捐出家藏《船山遗书》，并“又捐助膏奖银两，嘉惠来学”。

## 家庭
- 长子曾纪瑞，荫生，兵部员外郎。

曾家四兄弟

- 次子曾纪官，荫生，户部员外郎。曾国荃征战时，其两子托付于侄儿曾纪泽（字劼刚，曾国藩之次子）照料，并师从正蓝旗汉军、同治二年（1863年）癸亥恩科进士胡氏守忠（号蓉仙）学习（据《曾国荃全集》第五册，2008）。

- 玄孫女曾憲植，任中共全國婦聯副主席，葉劍英的夫人。

## 后世纪念
- 曾公祠 (南京)
- 曾国荃祠堂

## 影视形象
| 演員     | 作品     | 年份 | 类型   |
| 歐陽震華 | 太平天國 | 1988 | 電視劇 |
| 崔岱     | 太平天國 | 2000 | 電視劇 |

## 延伸阅读
[在维基数据编辑]
 在维基文库阅读此作者作品（ 在维基共享资源阅览影像）
 《清史稿·卷413》，出自趙爾巽《清史稿》